# Кабаєвка
Каба́євка (рос. Кабаевка) — село у складі Сєверного району Оренбурзької області, Росія.

## Населення
Населення — 186 осіб (2010; 282 у 2002).
Національний склад (станом на 2002 рік):
- мордва — 89 %